# کالونی پارک (پنسیلوانیا)
کالونی پارک (به انگلیسی: Colony Park) یک منطقهٔ مسکونی در ایالات متحده آمریکا است که در شهرستان برکس، پنسیلوانیا واقع شده‌است. کالونی پارک ۱٬۰۷۶ نفر جمعیت دارد و ۱۰۴٫۸۵ متر بالاتر از سطح دریا واقع شده‌است.